# Euphyia isolata
Euphyia isolata är en fjärilsart som beskrevs av Kane 1896. Euphyia isolata ingår i släktet Euphyia och familjen mätare. Inga underarter finns listade i Catalogue of Life.